# Index cardiaque
L'index cardiaque (IC) est un paramètre hémodynamique qui est égal au quotient du débit cardiaque (Qc) du ventricule gauche par minute par la surface corporelle (S), reliant ainsi la performance cardiaque à la taille de l'individu. L'unité de mesure est le litre par minute et par mètre carré (L/min/m2).

## Calcul
L'indice est généralement calculé à l'aide de la formule suivante :
{\displaystyle {\text{IC}}={\frac {\text{Qc}}{\text{S}}}={\frac {{\text{VES}}\times {\text{Fc}}}{\text{S}}}}
où :
IC = Index cardiaque
S = Surface corporelle
VES = Volume d'éjection systolique
Fc = Fréquence cardiaque
Qc = Débit cardiaque

## Importance clinique
La marge normale de l'index cardiaque au repos est de 2,6–4,2 L/min/m2.
L'index cardiaque est souvent mesuré et utilisé tant en réanimation qu'en unité de soins intensifs cardiaques. L'index cardiaque est un marqueur utile pour déterminer l’efficacité de la pompe cardiaque, en mettant en relation le volume de sang pompé par le cœur et la surface du corps.
Si l'IC tombe en dessous de 2,2 L/min/m2, le patient peut être en état de choc cardiogénique.